# شعب الجيك
شعب الجيك كما تُعرف باسم الجيكيون أو جيكلار (بالأذرية: Ceklilər) أو شعب الجاك أو الدزيك، هي مجموعة عرقية تقع شمال شرق القوقاز في شمال أذربيجان.
يعتبر الجيكيون مجموعة واحدة من شعوب شاهداغ صغيرة العدد.
شعب الجيك جزء من جماعة شاهداغ من شعب داغستاني، ويسكنون شمال شرق جمهورية أذربيجان وهضبة شاهداغ في منطقة القوقاز الكبرى.
الوطن الأم التاريخي للجيكيون هو قرية الجيك في قوبا، ولغتها الأصلية هي لغة الجيك، وهي لغات الليزجيك لعائلة شمال شرق القوقاز.
تم استيعاب شعب الجيك من قبل الشعب الأذربيجاني.
شعب الجيك من المسلمين.

## بعض الصور

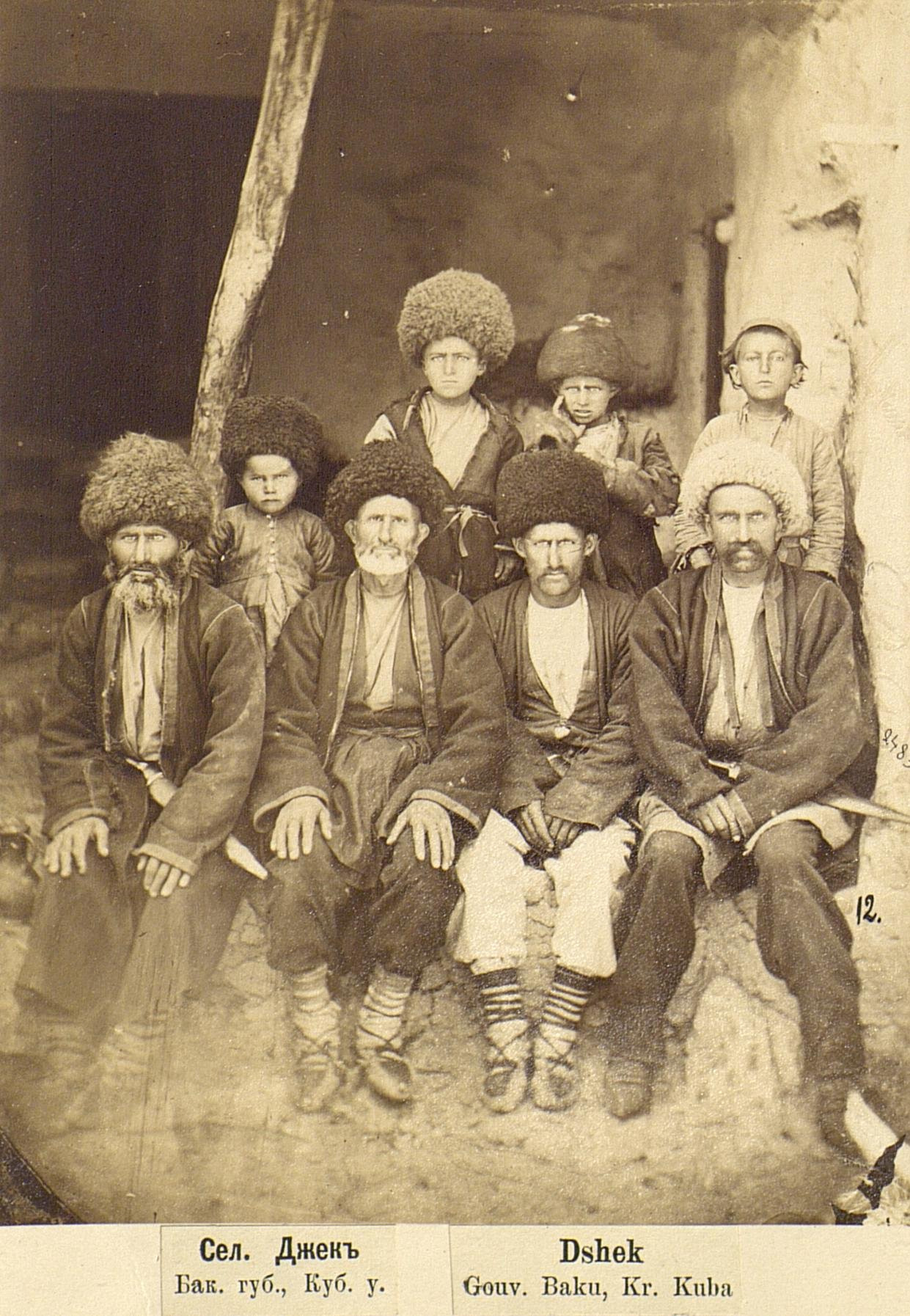
شعب الجيك, 1880
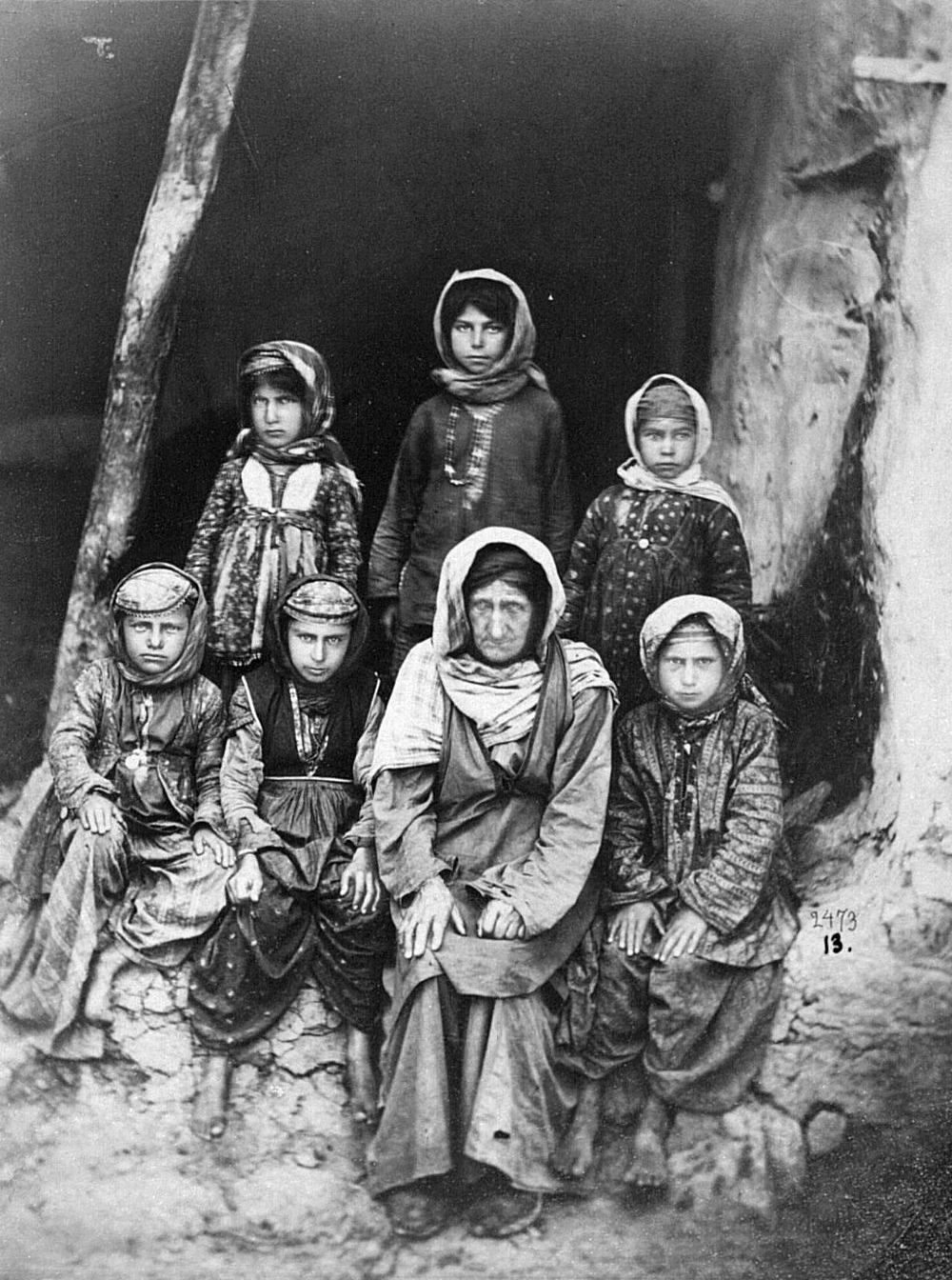
شعب الجيك, 1880
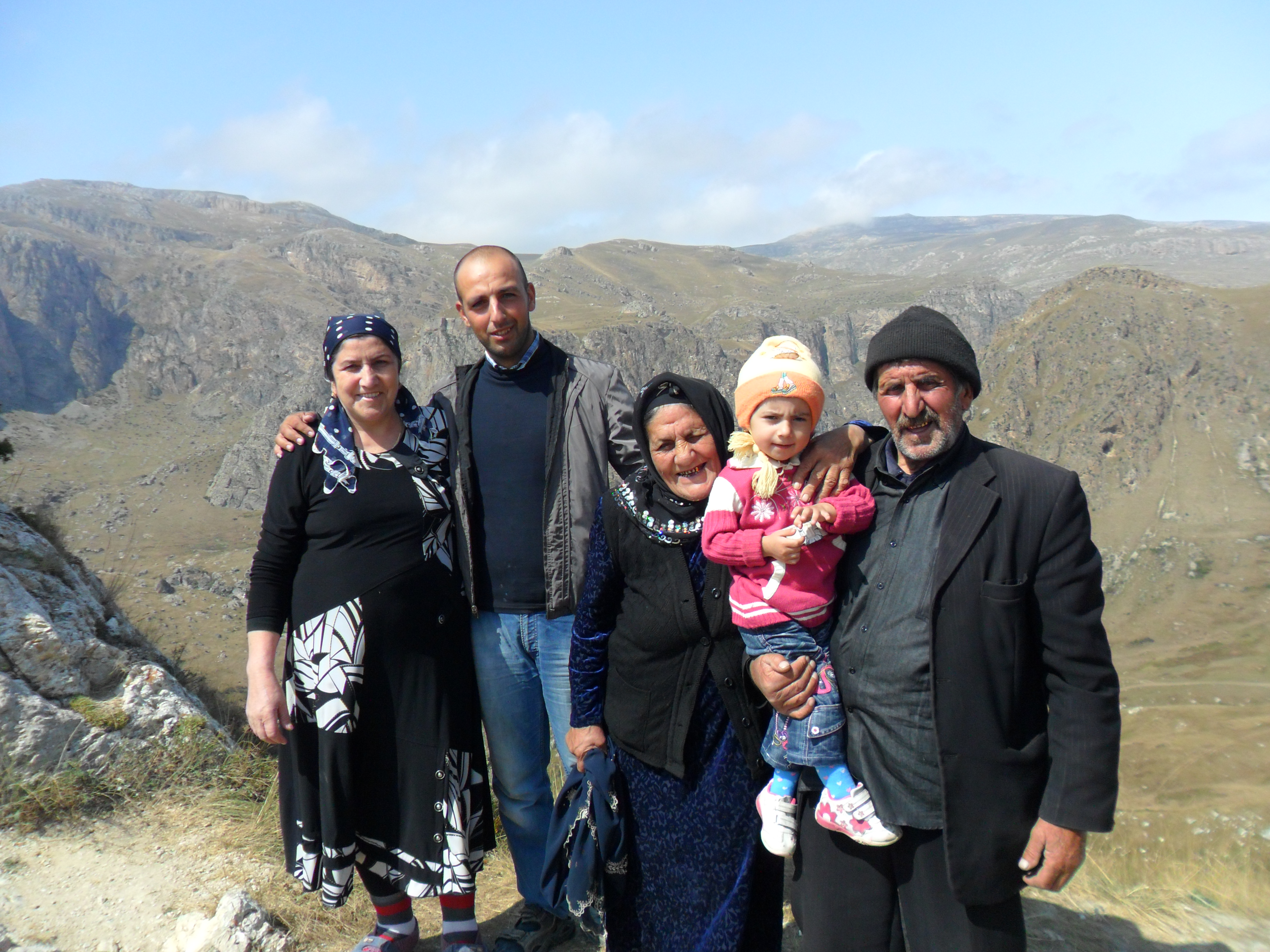
شعب الجيك, 20 آب 2012.